# Allognosta basiflava
Allognosta basiflava är en tvåvingeart som beskrevs av Yang 1992. Allognosta basiflava ingår i släktet Allognosta och familjen vapenflugor. Inga underarter finns listade i Catalogue of Life.